# Centru (cartier în Craiova)
Centrul municipiului Craiova, spre deosebire de restul orașului, în special de periferie, este foarte compact. Din 2007, Craiova are un centru modernizat (european), datorită unei investiții de 10 milioane de euro care a asigurat recondiționarea și modernizarea Pieței Mihai Viteazul.
Cartierul Centru se intinde de la Grădina Botanică până după Piața Centrală (de la vest la est) și de la strada Ștefan cel Mare până la liceul „Frații Buzești” (de la nord la sud).
Centrul Craiovei este, de asemenea, cunoscut în toată Europa pentru târgul de crăciun organizat anual care aduce sute de mii de vizitatori atât din zonele adiacente Olteniei cât și de peste granițele României. 